# Marienkirche (Crawinkel)

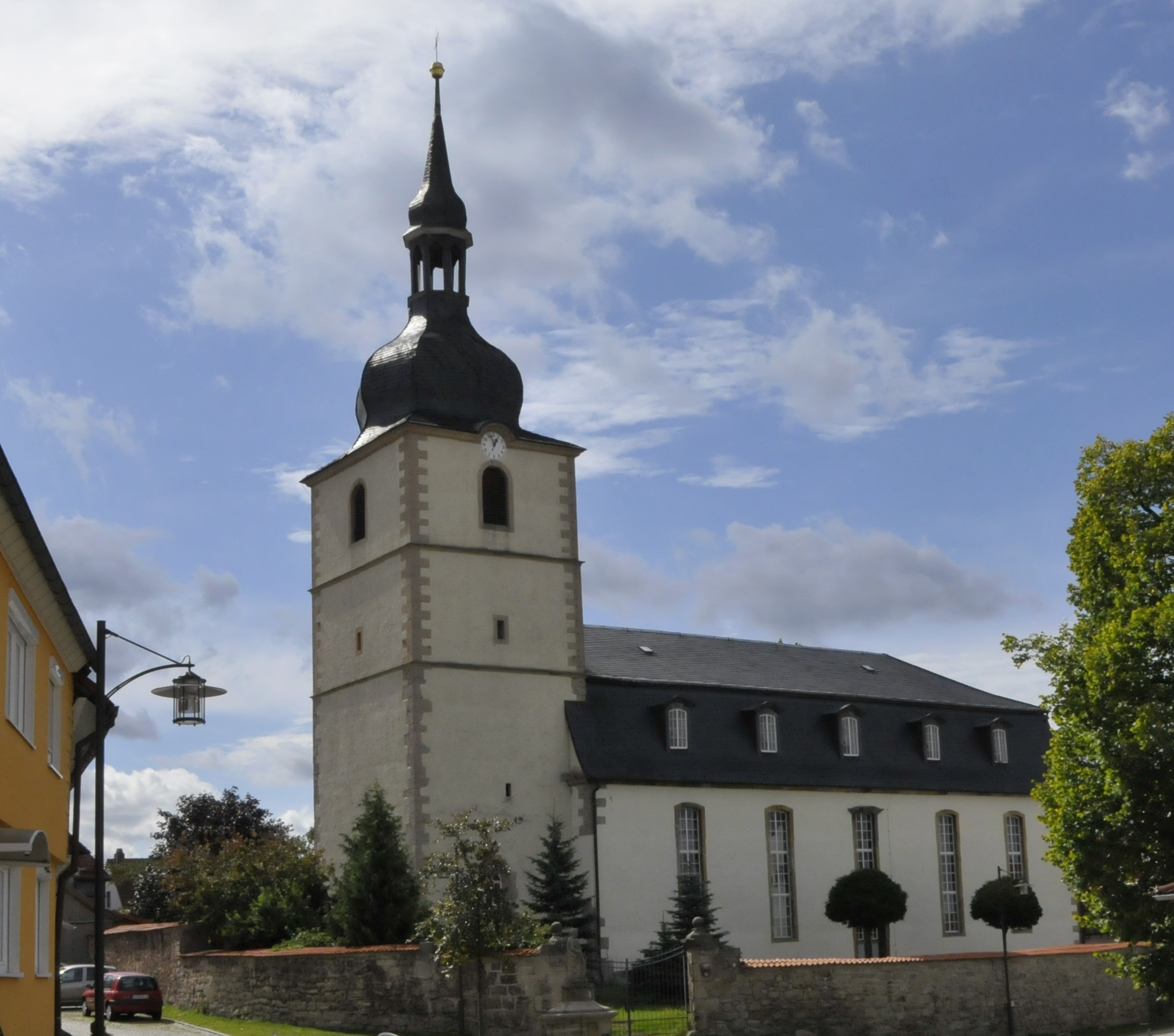
Marienkirche Crawinkel

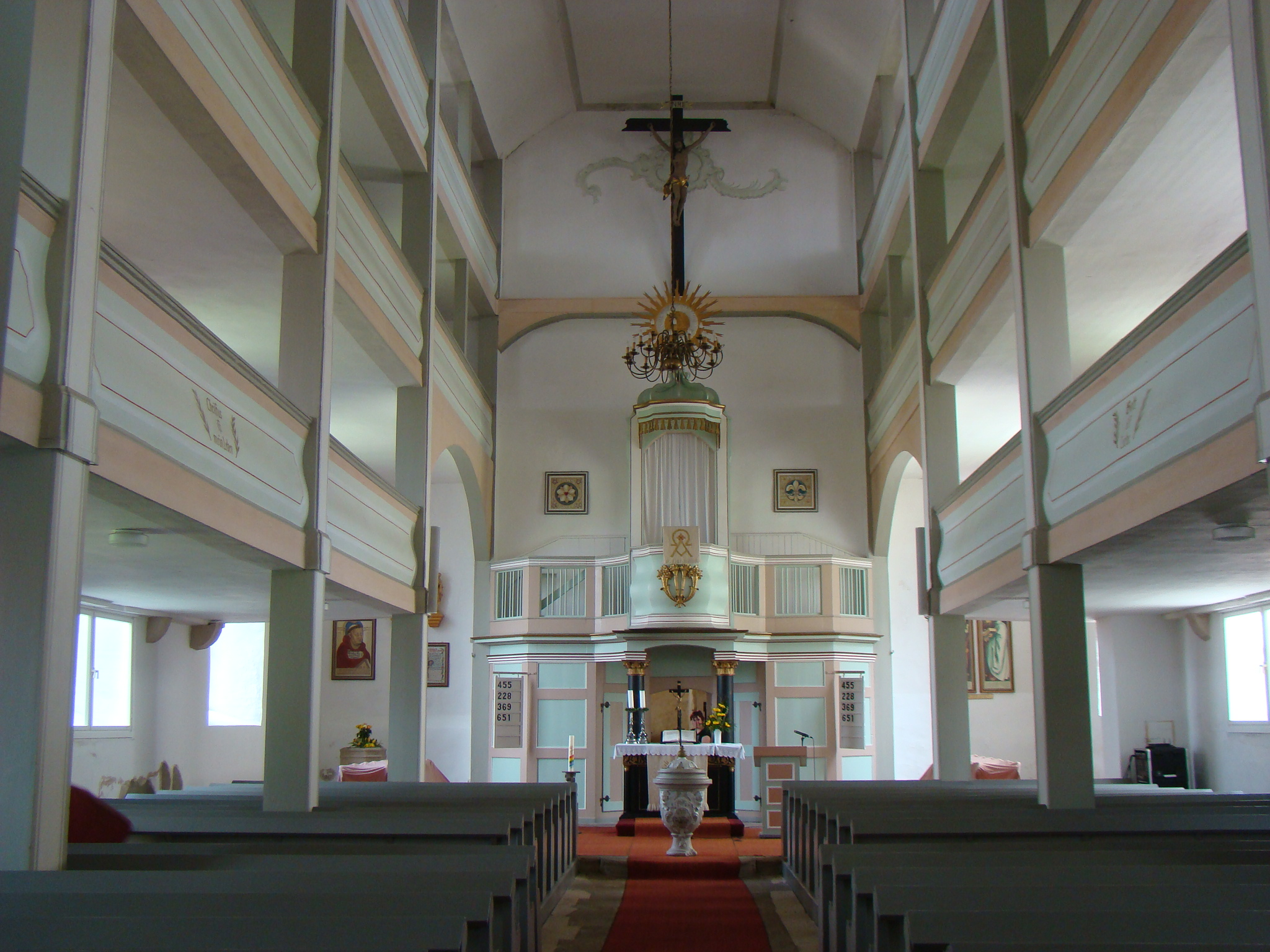
Innenansicht (2013)

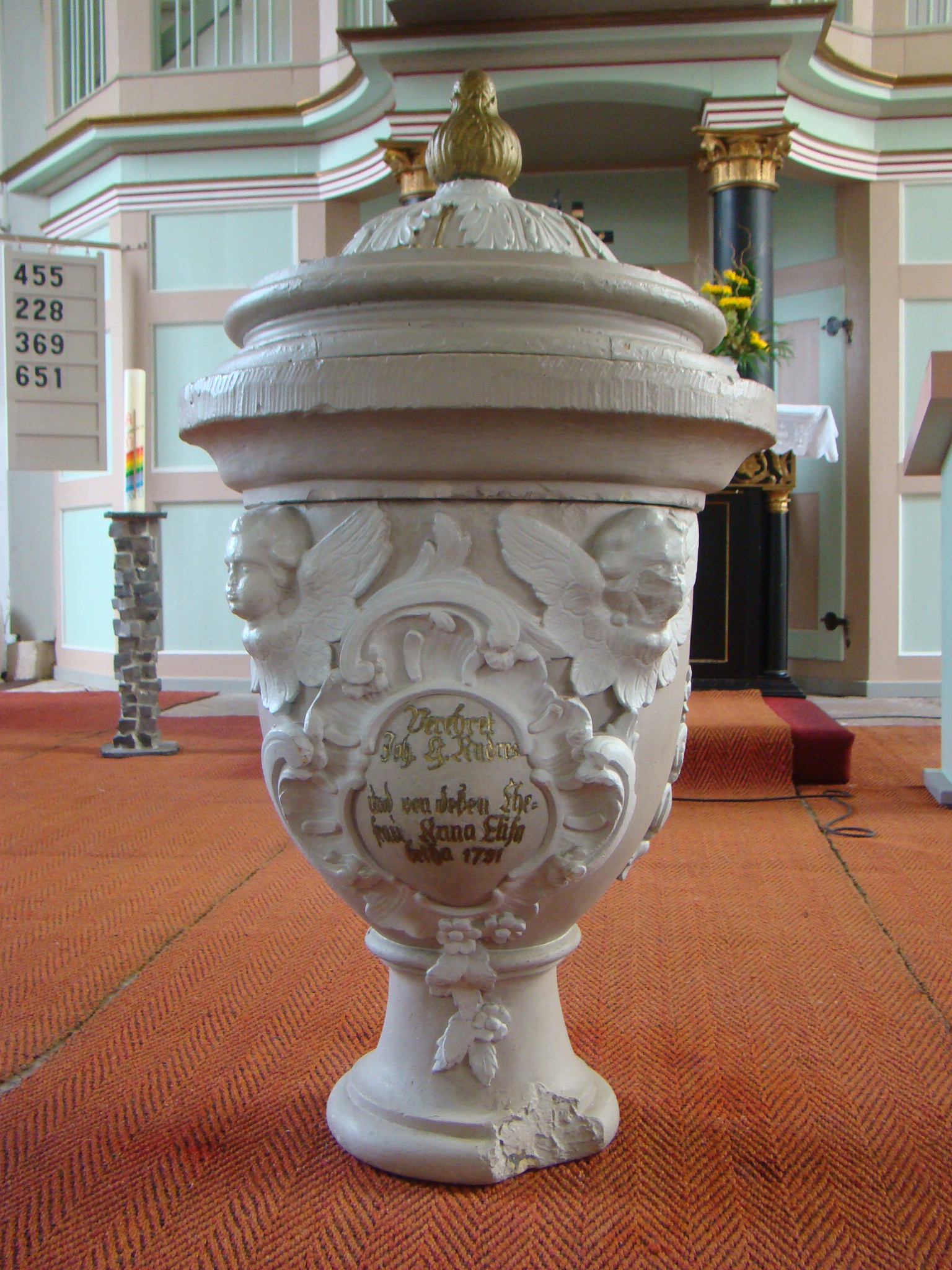
Taufstein

Die Marienkirche steht im Stadtteil Crawinkel von Ohrdruf im thüringischen Landkreis Gotha.

## Geschichte
Über einer romanischen Kapelle wurde 1421 mit dem Neubau einer Kirche unter Verwendung des Baukörpers der Kapelle begonnen. Mit der Arbeit wurden die Baumeister Heinrich Konzel und Heinrich Eberhard beauftragt. Im Jahr 1613 begann an der Stelle der bisherigen Kapelle Sankt Maria, deren Bau vor dem Jahr 1000 datiert ist, der Bau einer neuen Kirche.
1624 fiel die Kirche im Dreißigjährigen Krieg einem Brand zum Opfer. Trotz schwerer Notlage der Gemeinde wurden die Kirche und ihr Turm 1650 im Baustil der Renaissance wieder aufgebaut. Zwischen 1753 und 1765 wurden Kirche und Kirchturm vergrößert und erhielten ihre jetzige Gestalt.
Jeweils in den Jahren 1872, 1886, 1925 sowie 1966 kamen neue Kirchenglocken in den Kirchturm. 1945 wurden der Ort und die Kirche kriegsbedingt stark beschädigt, die Orgel vollkommen zerstört. Von 1946 bis 1958 dauerte der Wiederaufbau der Kirche.
1982 kam es zur bauaufsichtlichen Sperrung der Kirche wegen Schwammbefalls. Zwischen 1988 und 1997	konnte die Kirche vollständig saniert werden, 1998 wurde eine neue Läuteanlage eingebaut. Im Jahr 2000 begann der Einbau der rekonstruierten Poppe-Orgel.

## Beschreibung
Das rechteckige Langhaus hat vier Fensterachsen und ist mit einem schiefergedeckten Mansarddach bedeckt, das Giebelgauben enthält. Im Osten schließt sich ein quadratischer Chorturm an. Er hat eine achtseitige, schiefergedeckte geschweifte Haube mit Laterne. Vor dem Zweiten Weltkrieg besaß der Turm drei Glocken, von denen jedoch zwei für Kriegsverwendung abgenommen werden mussten. Die Turmuhr soll schon über 200 Jahre alt sein. Im Erdgeschoss des Turmes befand sich ursprünglich die kreuzgratgewölbte Kapelle. Sie dient nun als Chor. Der kleine Anbau aus Fachwerk mit einer spitzbogigen Tür an der Südseite, der für die Sakristei errichtet wurde, ist nicht mehr vorhanden. An der Außenwand im Osten Inschrift über den Beginn der Bauarbeiten sowie der Nennung der Baumeister. An den Längswänden haben die Fenster Segmentbögen. Das Langhaus und den Chor trennt der Chorbogen. In dessen Südmauer führt ein tonnengewölbtes Treppenhaus zum ersten Obergeschoss des Turmes.
Im Langhaus sind an drei Seiten dreigeschossige Emporen, die an der Westseite ist mit Kartuschen aus der Zeit des Rokoko verziert sind. Die Holzdecke im Langhaus über den Emporen ist über dem Mittelschiff als etwas eckige Muldendeck mit geringem Höhenunterschied ausgebildet. Vor dem Chorbogen steht ein Kanzelaltar aus der 1. Hälfte des 19. Jahrhunderts.

## Poppe-Orgel

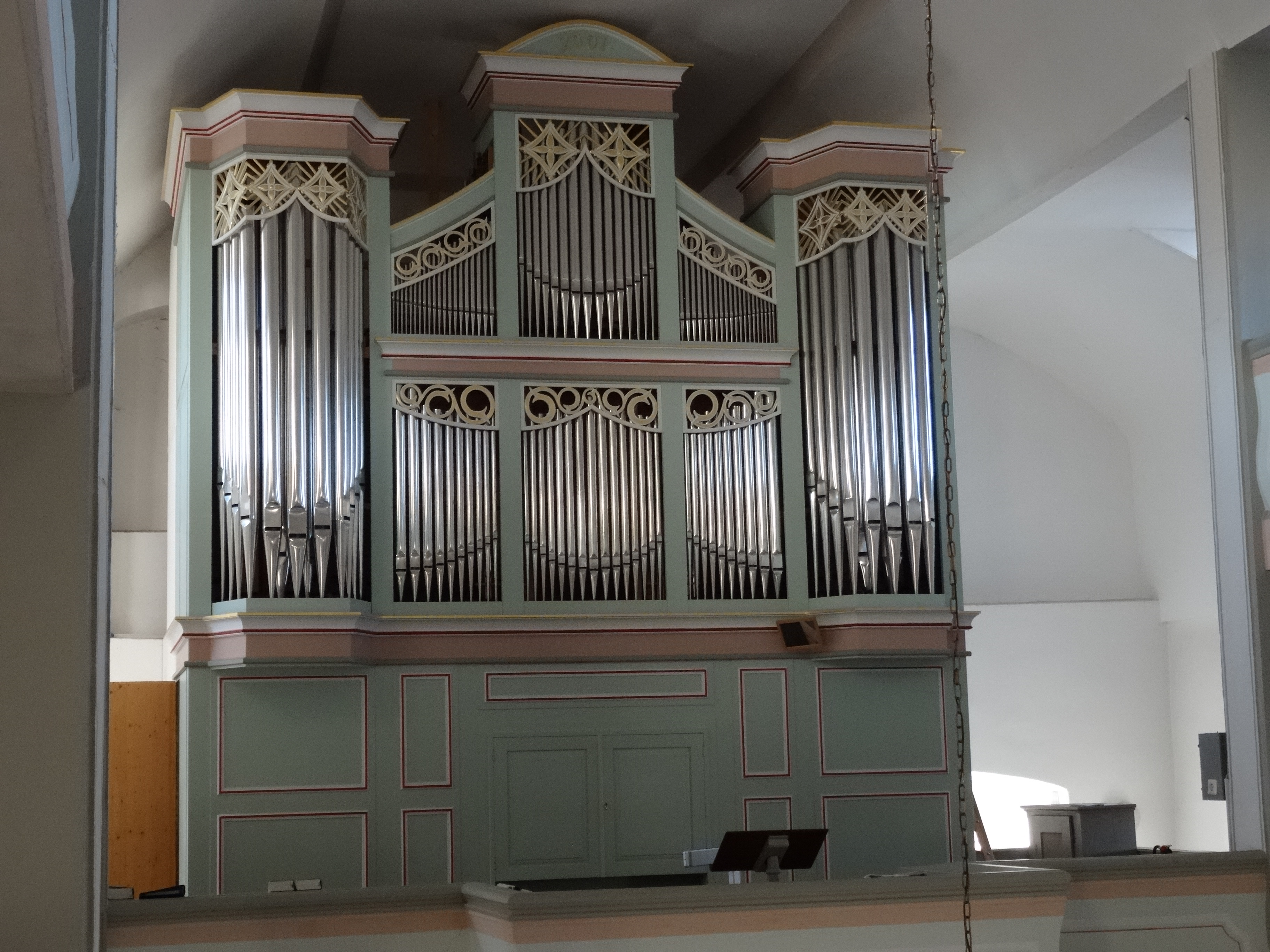
Seit 2001 in dieser Kirche: Die Poppe-Orgel, ursprünglich aus dem Jahr 1866 aus der Kirche Klosterlausnitz

Die Kirche wurde im April 1945 durch Kriegseinwirkung schwer beschädigt, dabei wurde die Orgel vollständig zerstört.
Im September 2001 wurde die aus der Klosterkirche in Bad Klosterlausnitz stammende Orgel mit 26 Registern, verteilt auf zwei Manuale und Pedal, die 1866 Carl Ernst Poppe gebaut hatte, von Rösel & Hercher Orgelbau restauriert und dort eingebaut.